# فوکلابروک
شهر فوکلابروک (به آلمانی: Vöcklabruck) در استان  اوبراسترایش با جمعیت  ۱۱٬۹۴۵  نفر در کشور اتریش واقع شده‌است.